# Kindertransport

Frank Meisler Kindertransport – Az Érkezés (2006) c. szobra a London Liverpool Street pályaudvar előtt, London központjában

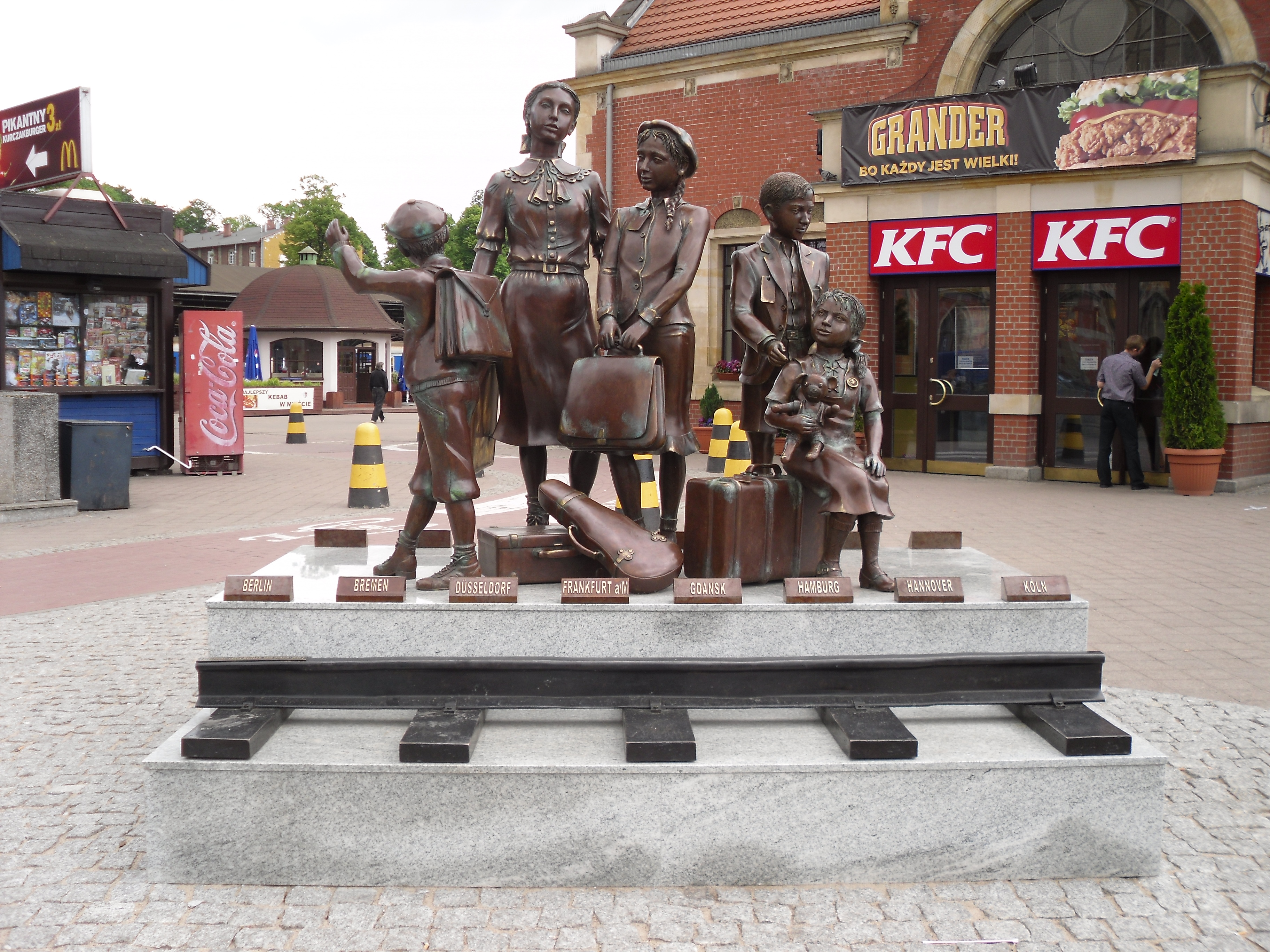
Frank Meisler Kindertransport c. emlékműve (2009) a Gdańsk Główny pályaudvarnál Lengyelországban

A Kindertransport egy szervezett mentőakció volt, amelyre a második világháború kitörése előtt kilenc hónappal került sor. Az Egyesült Királyság közel 10 000, túlnyomórészt zsidó gyereket fogadott be Németország, Ausztria, Csehszlovákia, Lengyelország és Danzig Szabad Város területéről. A gyerekek brit nevelő otthonokba, hostelekbe, iskolákba és gazdaságokba kerültek. Gyakran ők voltak a családjuk egyetlen tagjai, akik túlélték a holokausztot.
A World Jewish Relief (a Központi Brit Alap a Német Zsidóságért korábbi neve) szervezetet azért alapították meg 1933-ban, hogy bármilyen lehetséges módon támogassa mind Németország, mind Ausztria zsidóinak a szükségleteit. Ez a szervezet kezelte sok olyan gyerek feljegyzéseit, akik a Kindertransporttal érkeztek az Egyesült Királyságba.

## Fordítás
Ez a szócikk részben vagy egészben  a   Kindertransport című angol Wikipédia-szócikk ezen változatának fordításán alapul.  Az eredeti cikk szerkesztőit annak laptörténete sorolja fel. Ez a jelzés csupán a megfogalmazás eredetét és a szerzői jogokat jelzi, nem szolgál a cikkben szereplő információk forrásmegjelöléseként.